# السفارة السعودية في البرتغال
سفارة المملكة العربية السعودية في البرتغال، هي بعثة دبلوماسية سعودية تقع في العاصمة البرتغالية لشبونة ويترأس البعثة سفير خادم الحرمين الأمير سعود بن عبد المحسن بن عبد العزيز.

## وصلات خارجية
- موقع سفارة المملكة العربية السعودية السعودية في البرتغال
- (بالعربية) وزارة الخارجية السعودية
- (بالإنجليزية) Ministry of Foreign Affairs of Kingdom of Saudi Arabia